# Jorge Tadeo Lozano

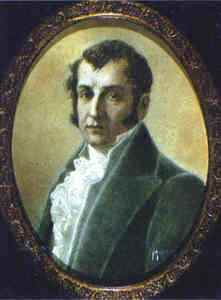
Jorge Lozano auf einem Gemälde von Víctor Moscoso

Jorge Tadeo Lozano, Viscount Pastrana (* 30. Januar 1771 in Santafé de Bogotá; † 6. Juli 1816 ebenda) war ein neugranadischer Wissenschaftler, Journalist und Politiker, der den Vorsitz über das Verfassunggebende Colegio Electoral de Cundinamarca innehatte und der der erste gewählte Präsident der vereinigten Provinzen von Cundinamarca (dem heutigen Kolumbien) im Jahre 1811 wurde.

## Kindheit und Jugend
Jorge Tadeo Lozano wurde am 30. Januar 1771 in Santafé de Bogotá, der Hauptstadt des Vizekönigreichs Neugranada, dem heutigen Bogotá als Jorge Tadeo Lozano de Peralta y González Manrique geboren. Er war der Sohn des Marqueses San Jorge, Jorge Miguel Lozano de Peralta Varaés Maldonado de Mendoza y Olaya und María González Manrique del Frago Bonis.
Er war der Inbegriff des Renaissance-Mannes, ein Universalgelehrter der zudem einer der renommiertesten und wohlhabenden Familien des Vizekönigreichs gehörte, und erhielt so eine sehr umfassende und tief greifende Bildung. Er studierte Literatur, Philosophie und Medizin an dem Colegio Mayor del Rosario. Nach Abschluss seines Studiums entschied er sich für eine Karriere beim Militär, und setzte seine Studien in Spanien als Teil der wallonischen Garden fort, wo er für Spanien in dem Krieg der Pyrenäen gegen die Franzosen kämpfte. Er diente unter dem Kommando des spanischen General Luis Firmin de Carvajal, Conde de la Union, und stieg in den Reihen bis zum Rang eines Capitán in der spanischen Armee auf. Während seiner Zeit in Madrid studierte er zwischen 1792 und 1793 auch Chemie und Mathematik an dem Real Laboratorio de Química de la Corte de Madrid.
Nach Abschluss seines Studiums, und Abschied von seinem Militärdienst, reiste Lozano durch Europa und lebte eine Zeit lang in Paris.
Nach seiner Rückkehr nach Neugranada 1797, wurde er ein aktives Mitglied der Tertulias Bogotás, einschließlich der Tertulia des Casinos, die von Antonio Nariño geleitet wurde, und von anderen prominenten Criollos wie Francisco Antonio Zea und Manuel de Bernardo Alvarez besucht wurde.

## Fachjournalismus
Im Jahre 1801 gründeten Lozano und sein Verwandter Dr. José Luis Azuola y Lozano, die Zeitung Correo Curioso, erudito, Económico y Mercantil de la Ciudad de Santafé de Bogotá, die dritte Zeitung in dem Vizekönigreich und in der Geschichte von Kolumbien. Diese Wochenzeitung erschien zwischen dem 17. Februar 1801 bis zum 29. Dezember des gleichen Jahres, mit einer Gesamtausgabe von 46 Publikationen. Diese Veröffentlichung sowie die darauffolgenden Zeitungen, die zu der Zeit in Umlauf waren, waren von entscheidender Bedeutung bei der Entstehung von Ideen unter den Criollos, die die Idee eines selbstverwalteten Neugranadas, mit von Europa losgelöster Verwaltung, Wirtschaft und Kultur propagierten, und somit in Europa die Voraussetzungen für eine künftige Trennung legten. Lozano hatte die Gelegenheit einige seiner eigenen Artikel in der Zeitung zu veröffentlichen, vor allem solche über den Umgang mit der Idee, eine wirtschaftliche Allianz zu bilden, um die Wirtschaft des Vizekönigreichs zu stärken.
Im Jahre 1806 beteiligte sich Lozano an einer Botanischen Expedition unter der Leitung von José Celestino Mutis, die wichtige zoologische Erkenntnisse brachte; Lozanos wichtigste Arbeit trug den Titel Memoria Sobre las Serpientes und wurde im Jahre 1810 veröffentlicht. Er lehrte auch Colegio Mayor del Rosario das Fach Chemie.
Er kehrte im Jahre 1814 wieder in den Journalismus zurück, als er zusammen mit José Ángel Manrique die Zeitung El anteojo de larga Vista gründete und leitete. Es erschienen nur 15 Ausgaben, diese waren freiheitlich patriotisch geprägt.

## Privatleben
Nach seiner Rückkehr nach Neugranada, verliebte sich Lozano in seine Nichte Maria Lozano Tadea e Isasi, die Tochter von seinem Bruder José María Lozano de Peralta, der 2. Marquis von San Jorge. Er äußerte seinen Wunsch sie zu heiraten, doch die römisch-katholische Kirche konnte sie wegen ihrer Blutsverwandtschaft nicht verheiraten; er beantragte eine Ausnahmegenehmigung von dem Erzbischof von Bogotá, Baltazar Jaime Martínez Compañón, für die er am 7. Juni 1797 insgesamt 2600 Pesos bezahlte, darunter 2.000 Pesos, die als Zuschüsse für die Bildung der Mädchen der Schule Enseñanza, und 600 Pesos für Dekorationen der Kirche, darunter auch zwei religiöse Gemälde, und dem Bau einer Wasserleitung in Funza genutzt werden sollten. Die Ausnahmegenehmigung wurde am 28. Juni 1797 erteilt und die Hochzeit fand am 2. Juli des gleichen Jahres statt. Aus der Ehe gingen 8 Kinder hervor.
Er wurde Vicomte von Pastrana, dieser Höflichkeitstitel war eigentlich dem ältesten Sohn des Marquis von San Jorge aus Bogotá vorbehalten, der Titel war ursprünglich im Besitz von seinem älteren Bruder Miguel Jorge, doch dieser trat ihn Jorge Tadeo jedoch ab, als er seine Tochter Maria Tadea Lozano e Isasi heiratete.

## Politisches Leben
Er erstes Engagement in der Politik war 1799, als er zum Bürgermeister von Bogotá ernannt wurde, er blieb jedoch nicht lange in diesem Amt.
Nach den Ereignissen um die Unabhängigkeit von Neugranada, bot er seine Dienste für diese Sache und wird stärker in die Politik verwickelt. Bei José Miguel Pey de Andrades Amtsantritt in der Cabildo abierto von Bogotá trat er für eine verfassungsgebende Versammlung ein, um die Weichen für die im Entstehen begriffenen Staat richtig zu stellen. Lozano war unter den Gewählten als Vertreter für den Wahlkreis Soto und wurde zum Präsidenten der verfassunggebenden Versammlung ernannt. Diese war mit exekutiven und legislativen Befugnissen ausgestattet. Diese Versammlung entwarf die erste Verfassung der Cundinamarca. Diese Verfassung, so erkannte der König von Spanien als Monarch, hatte einen liberalen repräsentativen Charakter, und wies die Forderungen der Vertretung durch den Vizekönig zurück, so dass die Kolonie in ein Commonwealth-Staat umgewandelt werden würde. Am 1. April 1811 trat Jorge Tadeo Lozano sein Amt als erster Präsident des neu geschaffenen Bundes, der Vereinigten Provinzen von Neugranada an.
Als Präsident des Staates Cundinamarca und Vize-Regent des spanischen Königs, fungierte Lozano als Vizekönig von Neugranada, aber er wurde nicht von König Ferdinand VII. von Spanien wahrgenommen, dieser benannte stattdessen Francisco Javier Venegas, Marquis von La Réunion und Neu Spanien auf dieses Amt. Dieser war jedoch nicht in der Lage das Amt anzunehmen.

### Rücktritt
Obwohl er zum Präsidenten gewählt worden war, dauerte seine Amtszeit nicht lange. Er wurde stark kritisiert, dass es zu schwach wäre, und für die ständigen Skandale, in die er und seine Familie verwickelt waren. Sein größter Gegner war Antonio Nariño, der eine Propaganda-Kampagne startete, um ihn aus dem Amt zu vertreiben. Diese Kampagne wurde durch seine Zeitschrift La Bagatela verbreitet, wo er offen Lozanos Amtsenthebung oder seinen Rücktritt forderte. Diese Kampagne war nur das Produkt einer beliebten Unzufriedenheit mit Tadeo Lozano, der von vielen Criollos für seine Verbindungen mit Spanien und seinem Adelstitel.
Er trat schließlich am 19. September 1811 zurück und überließ seinem Nachfolger Antonio Nariño sein Amt. Danach zog er sich völlig aus der Politik zurück und konzentrierte sich auf seine Forschung und seine Privatleben.

## Tod
Während der Reconquista in Neugranada, eroberte der Pacificador Pablo Morillo Bogotá. Dies war der Beginn der Herrschaft des Terrors, die Säuberung von den Independentists und ihren Institutionen. Morillo suchte Tadeo Jorge Lozano, wegen seines Engagements im Kongress, in der revolutionären Zeitung El anteojo, und der Tatsache, dass er Präsident der Cundinamarca war. Dies machte ihn zu einem Hauptziel der spanischen Invasoren. Er wurde verfolgt, sein Besitz enteignet und er schließlich festgenommen. Nach einer Haft von zwei Monaten kam es zu seiner Hinrichtung durch erschießen am 6. Juli 1816, in der Obstanlage von Jaime, heute die Plaza de los Mártires in Bogotá.
Lozano gilt als Märtyrer der Revolution und der Unabhängigkeit von Kolumbien. Sein Beitrag zur Wissenschaft, in den Bereichen der Zoologie, Botanik und Expeditionen sind die Grundlage der Wissenschaft des Landes. 1954 wurde ihm zu Ehren die Jorge Tadeo Lozano Universität gegründet, ihr Schwerpunkt liegt auf den Fachgebieten, die er erforschte.